# Ровдинское сельское поселение
Ро́вдинское се́льское поселе́ние или муниципа́льное образова́ние «Ро́вдинское» — муниципальное образование со статусом сельского поселения в Шенкурском муниципальном районе Архангельской области России.
Соответствует административно-территориальным единицам в Шенкурском районе — Ровдинский сельсовет (с центром в селе Ровдино) и Михайловский сельсовет.
Административный центр — село Ровдино.

## География
Сельское поселение находится на юге Шенкурского района, располагаясь по берегам рек Вага, Пуя, Суланда. Граничит с Усть-Паденьгским сельским поселением на севере и востоке, с Вельским районом на юге. К востоку от Ваги находился Шеренгский заказник площадью 63 тыс. га, созданный в 1993 году для воспроизводства и охраны лосей.
Граничит:
- на севере с муниципальным образованием «Верхопаденьгское», муниципальным образованием «Усть-Паденьгское» и с муниципальным образованием «Федорогорское»
- на западе, юге и востоке с Вельским районом

## История
Муниципальное образование было образовано в 2006 году. 
Декретом ВЦИК от 4 октября 1926 года Верхопаденьгская волость, Усть-Паденьгская волость и Усть-Пуйский сельсовет Ровдинской волости были объединены в Паденьгскую волость. Ранее здесь существовал Ровдинский район. 15 июля 1929 года Президиумом ВЦИК из Пуйской и Паденьгской волостей Шенкурского уезда был образован Ровдинский район, вошедший в состав Няндомского округа. В 1959 году Ровдинский район был упразднён, а Верхопаденьгский, Михайловский, Паденьгский, Суландский, Усть-Паденьгский и Усть-Пуйский сельсоветы отошли к Шенкурскому району.

## Население
| 2010  | 2011  | 2012  | 2013  | 2014  | 2015  |
| ----- | ----- | ----- | ----- | ----- | ----- |
| 1926  | ↘1912 | ↘1879 | ↘1847 | ↘1796 | ↘1723 |
| 2016  | 2017  | 2018  | 2019  | 2020  | 2021  |
| ↘1652 | ↘1590 | ↘1571 | ↘1535 | ↘1516 | ↘1253 |

## Состав поселения
В состав сельского поселения входит 56 населённых пунктов:
| №  | Населённый пункт | Тип населённого пункта       | Население |
| -- | ---------------- | ---------------------------- | --------- |
| 1  | Аксёновская      | деревня                      | ↗72       |
| 2  | Акулонаволоцкая  | деревня                      | ↘2        |
| 3  | Андреевская      | деревня                      | ↗10       |
| 4  | Бараковская      | деревня                      | ↗50       |
| 5  | Барановская      | деревня                      | →134      |
| 6  | Болкачевская     | деревня                      | ↘7        |
| 7  | Боровская        | деревня                      | ↗9        |
| 8  | Волковская       | деревня                      | →0        |
| 9  | Высокая Гора     | деревня                      | →0        |
| 10 | Голенищенская    | деревня                      | ↘3        |
| 11 | Демидовское      | село                         | ↗59       |
| 12 | Дурневская       | деревня                      | ↗16       |
| 13 | Еремино          | деревня                      | →5        |
| 14 | Желтиковская     | деревня                      | ↘12       |
| 15 | Жильцовская      | деревня                      | →0        |
| 16 | Забейновская     | деревня                      | ↘4        |
| 17 | Запаковская      | деревня                      | ↗53       |
| 18 | Затуйская        | деревня                      | →13       |
| 19 | Захаровская      | деревня                      | ↘0        |
| 20 | Исаевская        | деревня                      | ↗3        |
| 21 | Кабановская      | деревня                      | ↗5        |
| 22 | Камешник         | деревня                      | ↗30       |
| 23 | Клементьевская   | деревня                      | →0        |
| 24 | Кокочинская      | деревня                      | ↗7        |
| 25 | Константиновская | деревня                      | ↘31       |
| 26 | Копеецкая        | деревня                      | ↘1        |
| 27 | Кревцовская      | деревня                      | ↘4        |
| 28 | Леоновская       | деревня                      | →0        |
| 29 | Макаровская      | деревня                      | →2        |
| 30 | Митинская        | деревня                      | ↗7        |
| 31 | Михайловская     | деревня                      | →9        |
| 32 | Никольская       | деревня                      | ↗181      |
| 33 | Никольская       | деревня                      | ↘0        |
| 34 | Новиковская      | деревня                      | →0        |
| 35 | Носовская        | деревня                      | ↗10       |
| 36 | Палыгинская      | деревня                      | →0        |
| 37 | Пахомовская      | деревня                      | ↗7        |
| 38 | Плёсо            | посёлок                      | ↗206      |
| 39 | Порожская        | деревня                      | →0        |
| 40 | Ровдино          | село, административный центр | ↗1021     |
| 41 | Рудинская        | деревня                      | ↘1        |
| 42 | Сараевская       | деревня                      | ↘5        |
| 43 | Серебреница      | деревня                      | →0        |
| 44 | Синцовская       | деревня                      | ↘0        |
| 45 | Степачевская     | деревня                      | ↘4        |
| 46 | Стуковская       | деревня                      | →0        |
| 47 | Трубинская       | деревня                      | ↗6        |
| 48 | Тушевская        | деревня                      | ↘1        |
| 49 | Тырлинская       | деревня                      | ↘9        |
| 50 | Ушаковское       | село                         | ↘2        |
| 51 | Фёдоровская      | деревня                      | ↘10       |
| 52 | Филипповская     | деревня                      | ↗9        |
| 53 | Фоминская        | деревня                      | ↘0        |
| 54 | Чекмаревская     | деревня                      | ↗4        |
| 55 | Щебневская       | деревня                      | →10       |
| 56 | Югрютинская      | деревня                      | ↘3        |